# 거래소

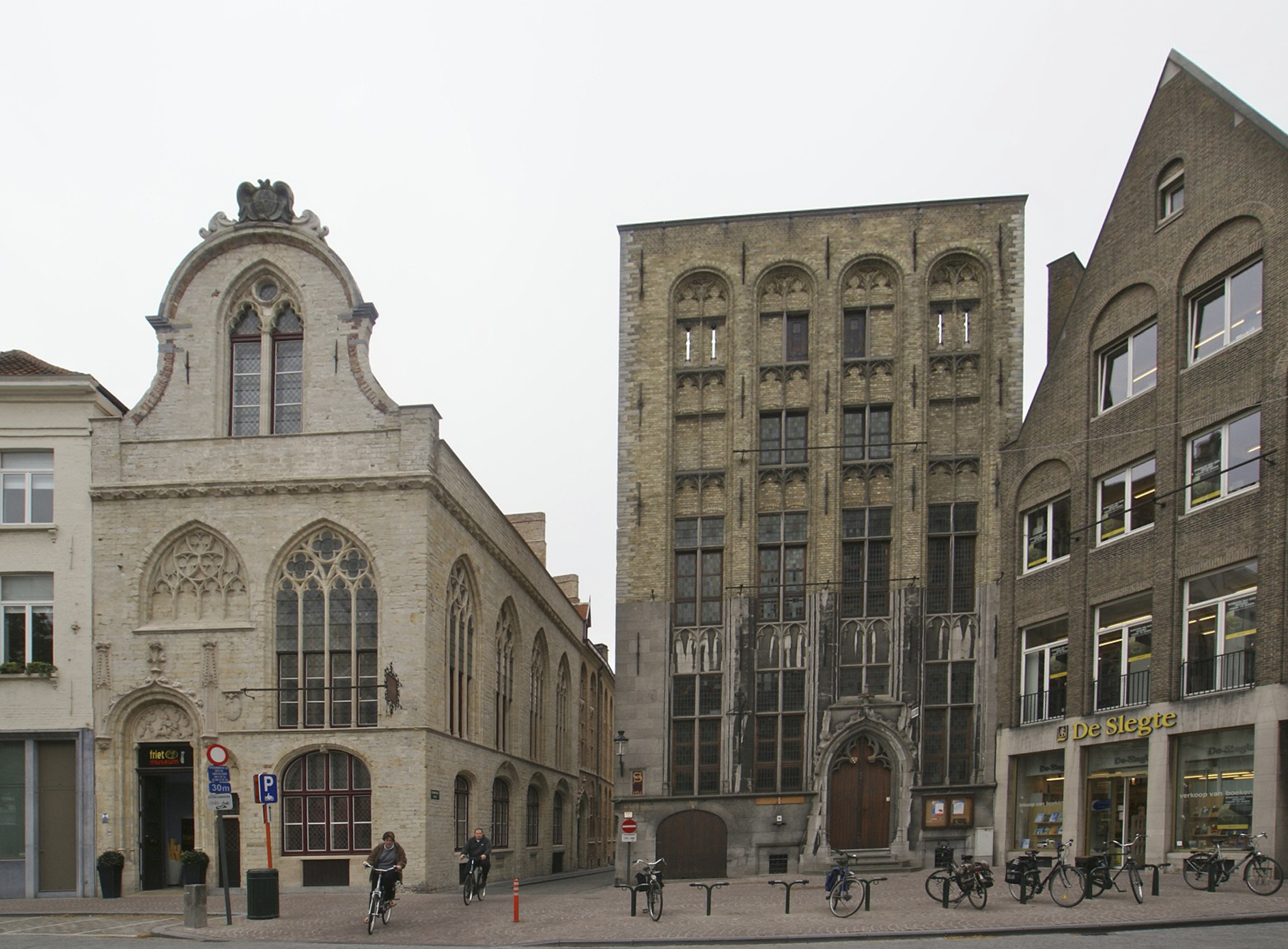
벨기에 브뤼허에 위치한 "Huis ter Beurze" (가운데).

거래소(去來所, 영어: exchange)는 거래 가능한 유가증권, 상품, 외환, 선물, 옵션 계약을 사고 팔 수 있는 고도로 조직화된 시장이다.

## 분류
- 팔리는 물건에 따라
  - 증권거래소
  - 상품거래소
  - 노동거래소
  - 외환 시장
  - 디지털 화폐 거래소
- 교역의 형태에 따라
  - 현물시장
  - 선물거래소
  - 정보거래소

## 같이 보기
- 증권 시장

## 참고 문헌
- Webster's New World Finance and Investment Dictionary